# Leucochrysa (Leucochrysa) nigrilabris
Leucochrysa (Leucochrysa) nigrilabris is een insect uit de familie van de gaasvliegen (Chrysopidae), die tot de orde netvleugeligen (Neuroptera) behoort. 
Leucochrysa (Leucochrysa) nigrilabris is voor het eerst wetenschappelijk beschreven door Banks in 1915.